# Real Noroeste Capixaba Futebol Clube
El Real Noroeste Capixaba Futebol Clube es un equipo de fútbol de Brasil que juega en el Campeonato Capixaba, la primera división del estado de Espírito Santo; y en el Campeonato Brasileño de Serie D, la cuarta división nacional.

## Historia
Fue fundado el 9 de abril de 2008 en el municipio de Águia Branca del estado de Espírito Santo y su primer logro importante fue llegar a la final de la Copa Espírito Santo, la cual ganó al año siguiente y que lo clasificó a la Copa de Brasil por primera vez en 2012, donde fue eliminado en la primera ronda 0-2 por el Ipatinga Futebol Clube del estado de Minas Gerais.
En 2013 es campeón de la copa estatal por segunda ocasión y participan nuevamente en la Copa de Brasil de 2014, donde vuelve a ser eliminado en la primera ronda, en esta ocasión por el Rio Branco Atlético Clube del estado de Acre luego de empatar 1-1 en el partido de ida y perder 0-1 en el de vuelta. Ese mismo año gana la copa estatal por tercera ocasión y clasifica a la Copa de Brasil de 2015.
En la Copa de Brasil de 2015 supera por primera vez una ronda clasificatoria eliminado al Atlético Acreano del estado de Acre con marcador de 3-2, pero en la siguiente ronda es eliminado por el Criciúma EC del estado de Santa Catarina por marcador de 1-4. En la copa estatal alcanza la final por quinta ocasión, pero en esta ocasión es derrotado por el Espírito Santo Futebol Clube.
En 2019 participa por primera vez en la Copa Verde donde es eliminado en la primera ronda por el Iporá Esporte Clube del estado de Goiás, mientras que en el Campeonato Capixaba termina de subcampeón estatal, lo que le da la clasificación a Campeonato Brasileño de Serie D por primera vez en su historia, así como su cuarto título de la Copa Espírito Santo, lo que lo clasifica por segunda ocasión a la Copa Verde en 2020.
En su debut en la Serie D, ubicado en el grupo 5, terminó cuarto de ocho equipos, con lo cual avanzó a la segunda fase. En esa instancia, cayó eliminado ante Brasiliense con un 4-1 en el marcador global. En la Copa Verde, quedó eliminado en la primera ronda tras perder 2-0 ante Palmas.
En 2021, consigue por primera vez en su historia ser campeón estadual tras vencer en la final al Rio Branco de Venda Nova do Imigrante en penales por 8-7, tras haber empatado tanto en el partido de ida como en el de vuelta. Al año siguiente se consagró bicampeón estadual, esta vez tras vencer en la final al Vitória por 1-0 en el marcador global. En la Copa de Brasil, eliminó en primera ronda a Operário Ferroviário por 2-1, avanzando por primera en su historia a la segunda ronda de la copa. Cayó eliminado en aquella ronda tras perder 1-0 ante Juventude de Rio Grande del Sur.

## Palmarés

### Títulos estaduales
- Campeonato Capixaba (3): 2021, 2022, 2023.
- Copa Espírito Santo (4): 2011, 2013, 2014, 2019.

## Evolución del Uniforme
| Local 2019  | Visita 2019   | Local 2018     | Visita 2018 | Local 2016 |
| Visita 2016 | Local 2014-15 | Visita 2014-15 |             |            |